# Tabinshwehti
Tabinshwehti ou Man: tarã: rhwe thi: (birmanês တပင်‌ရွှေထီး; MLCTS=ta. bang hrwe hti:; AFI: [təbìnʃwètʰí]; 16 de abril de 1516 – 30 de abril de 1550; por vezes transcrito Tabinshweti) foi o segundo rei da Dinastia Taungû da Birmânia e o fundador do Segundo Império birmanês.
Tabinshwehti sucedeu ao seu pai Mingyinyo em 1530. lançou a partir de 1534 uma série de campanhas militares que lhe permitiram reunificar a maior parte da Birmânia e que só foram interrumpidas pelo seu assassinato em 1550.
Seu cunhado Kyaw Htin Nawrata, que lhe sucedeu com o nome de Bayinnaung, continuou a mesma política, trazendo o segundo império birmanês à sua extensão maxima.

## Pegú (1534–39)
Entre 1534 e 1538, Tabinshwehti lançou desde Taungû 4 expedições militares em direção do sul, contra o reino Môn do Pegú. Este reino dominava a Baixa-Birmânia, que tinha unificado sob Rajadhirat (reino 1385–1421). Tabinshwehti apoderou-se ao princípio da parte ocidental do delta em redor de Bassein, e depois reforçou sua armada e atacou directamente Pegú, que caiu em1538.
Vários factores permitem de explicar esta guerra. Em primeiro, Pegú era uma cidade rica, pelo seu importante comércio marítimo. Em Taungû aprovisionava-se texteis e sal, o que não o deixava ignorar nada da sua riqueza.
Um segundo factor era o perigo Shan: a confederação dos príncipes Shan tinha conquistado Ava em 1527, e Prome, a oeste de Taungû, em 1532, logo após a coroação de Tabinshwehti. Taungû era então o único bastião Birmanês subsistente, e por consequente o objectico seguinte dos Shans. Conquistar Pegú permitia a Tabinshwehti aumentar seus recursos, tanto em homens como em animais e material. Estava assim melhor preparado para afrontar a ameáça vinda do Norte.
Para estar mais seguro, transferiu sua capital para Pegú desde 1539.

## Prome (1539)
Tabinshwehti enviou seu general e cunhado, o futuro rei Bayinnaung ou Bayintnaung Htin Kyaw Nawrahta, contra Prome, onde se tinha refugiado o rei Môn de Pegú Takayutpi (reino 1526-1539).
Durante a Batalha de Naung Yo, Bayinnaung afrontou uma força superior amassada do outro lado dum rio. Depois de têr atravessado sobre uma ponte de barcos (sobre jangadas, noutra versão), ordenou a destruição deste último (ponte ou jangadas). Esta acção estava destinada a estimular suas tropas, privadas de retirada. Também negligenciou uma mensagem de Tabinshwehti, que lhe ordenava de esperar a chegada do resto da armada. Bayinnaung respondeu-lhe que já tinha atacado e desfeito o inimigo. Aos que criticavam a este respeito, teria respondido que se eram vencidos, morreriam, e que então esta falta não teriam importância.
Tabinshwehti não pode apoderar-se de Prome, que estava defendida por espessas muralhas e sustentada pelos Shans de Ava, mas quando Takayupti morreu, muitos dos seus fieis aliaram-se com ele. Tabinshwehti aumentou aínda suas forças ao contratar mercenários de diversas nacionalidades, incluindo muçulmanos, e Portugueses. Teria tido até 700 Portugueses a seu serviço.

## Martabão (1541–42)
O porto de Martabão foi difícil a conquistar, porque era defendido por soldados portugueses. Do lado da terra, possuía importantes fortificações, e sobre o mar 7 navios portugueses comandados por Paulo Seixas. Tabinshwehti assediou a cidade e exigiu uma rendição completa. Martabão tentou de comprar o mercenário português Joano Cayeyro, que Tabinshwehti tinha contratado, mas em vão. Finalmente, Tabinshwehti utilisou brulotes para incendiar ou afastar os navios portugueses. Uma jangada armada de arcabuzes e canhões foi transportado sobre o rio em frente das fortificações. As muralhas foram limpadas de seus defensores e o assalto final foi lançado, sete meses depois do princípio do cerco. Fernão Mendes Pinto narra em detalhe as pilhagens e execuções que aconteceram nessa ocasião.

## Prome e aAlta-Birmânia(1541–45)
Depois de uma cerimónia de coroação e oferendas ao Pagode Shwedagon em 1541, Tabinshwehti conduziu uma nova expedição para o Norte. Os primeiros assaltos contra Prome tiveram mau êxito. Prome chamou a seu socorro os Shans de Ava e o estado de Arracão. Forças siamesas também chegaram, mas Bayinnaung encontrou-os e os desfêz antes que pudessem atingir a cidade.
O cerco da cidade durou até a estação das chuvas. Tabinshwehti ordenou que suas tropas plantassem arroz e recebeu reforços e provisões da Baixa-Birmânia.. As tropas, vindo de Arracão por via terrestre, caíram numa emboscada de Bayinnaung, e o conjunto voltou para trás. Depois de cinco meses de assédio, a famina causou defecções em Prome, cujas defesas não resistiram a um assalto geral. O saque da cidade e o castigo dos habitantes também ficam descritos por Fernão Mendes Pinto.
Em 1544, os Shans lançaram um contra-ataque, mas sem sucesso. O ano seguinte, Tabinshwehti foi para o norte e apoderou-se de Pagan e Salin, onde deixou uma guarnição. Em vez de perseguir para o Norte e de tentar recuperar Ava, voltou-se para Oeste e para Leste, contra os reinos de Arracão e Ayutthaya.

## Arracão (1546–47)
Os soberanos de Sandoway, no sul de Arracão, tinham jurado fidelidade a Tabinshwehti se este os ajudasse a conquistar o trono de Arracão. Todavia as fortificações da capital Mrauk-U (ou segundo as cronicas portuguesas: "Cidade de Arracão"), construídas com ajuda dos portugueses, eram concebidas para desanimar a táctica habitual de ataque frontal. Durante o cerco da cidade, os habitantes, os dirigentes, ajudades pelos monges, conseguiram convencer Tabinshwehti de levantar o cerco e voltar para Pegú.

## Ayutthaya (1547–49)
Enquanto Tabinshwehti estava em campanha no Arracão, o Reino de Ayutthaya tinha organizado expedições contra Tavoy, no Tenasserim. Tabinshwehti ordenou ao governador de Martabão, Saw Lagun Ein de marchar contra os siameses. O «Maha Yazawingyi» de U Kala, historiador birmanês, diz que foram enviados por mar 100 grandes embarcações e 300 pequenas com 40.000 soldados, e por terra 8 unidades, com  200 elefantes, 2000 cavalos e 80.000 soldados... para libertar Tavoy e a região. Em 1548, Tabinshwehti levantou uma grande armada de invasão que sob as ordens de Bayinnaung passou pelo Thonzu Paya Pass, ou Desfiladeiro dos Três Pagodes para atacar Ayutthaya capital do reino de Sião. 
A rainha Sri Suriyothai em pessoa participou à batalha contra as forças birmanas. Confrontado a fortificações importantes e a mercenários portugueses no próprio Ayutthaya, Tabinshwehti decidiu de desviar sua armada para o Norte e atacar cidades mais fracas como Kamphaeng Phet, Sukhothai e Phitsanulok.
Segundo outras fontes, como a «Hmannan Yazawingyi" ("Crónica do palácio de Cristal"), Tabinshwehti, com uma imensa armada (Á frente iam 200 elefantes de combate, 8.000 cavalos e 40.000 soldados. depois vinha o rei, com 80 elefantes de combate, 800 cavalos e 40.000 outros guerreiros. Atrás também vinham  200 elefantes de combate, 8.000 cavalos, e 40.000 guerreiros), encontrou a armada do rei do Sião Somdet Phra Maha Chakkrapat e desbaratou-a, fugindo o rei, enquanto que a rainha caía do seu elefante, ficando presos os príncipe filho, e o "filho-irmão". A cidade de Ayutthaya, defendida entre outros por 120 portugueses, com "armas modernas" não foi rendida. O rei do Sião, escreveu então a carta seguinte, dirigida ao seu inimigo: "Byathadhiyaza, soberano de Dwarawady  (Ayudhya), gostaria de informar sua majestade que quando eu soube que Sua Majestade vinha ao meu encontro puz-me pronto e preparei toda os cavaleria e as tropas, com a intenção de ir para a batalha sobre meu elefante contra Vossa Majestade. Contudo, eu não era grande o suficiente para medir-me com Vossa Majestade, o Rei grande. Mandei meu filho e meu genro para desenvolver a resistência, mas não podiam suportar mesmo seus ministros, eles foram derrotados. Se Vossa Majestade libertaro meu filho e meu genro, nós juraremos lealdade a Sua Majestade e vos apresentaremos 30 elefantes de combate e 300 peças de prata como tributo, cada ano, em Taninthayi (Tenasserim)". A carta vinha apresentado por dois embaixadores, com oferta dos dois grandes elefantes Byatgyi e byatngai, e muitas outras prendas. O rei aceitou.
Durante esta guerra, os Mon se levantavam na Baixa-Birmânia, e quando voltou, Tabinshwehti foi assassinado por mons da sua própria corte (1550). A isto segiu um curto período de dominação môn, antes que Bayinnaung tenha acabado de conquistar de novo o reino de seu cunhado.

## Posteridade
- O Nat de Tabinshwehti é um dos 37 espíritos venerados na Birmânia (por cima do Budismo).
- Um dos primeiros romances modernos publicados em birmanês no princípio do século XX, Tabinshwehti Wuttu Daw Gyi, é consagrado a seu reino.
- A campanha militar birmanesa contra os comunistas em 1962 foi chamada "Operação Tabinshwehti".
- Sua invasão de Ayutthaya é um dos elementos mais importantes do filme tailandês de 2001 Suriyothai (o senário beneficiou da ajuda do historiador Sunait Chutintaranond).